# マナベインテリアハーツ
株式会社マナベインテリアハーツは高知県高知市に本社を置く、家具・インテリアの販売を行うホームファニシングを展開する企業である。店舗は西日本が中心となり、近畿・四国・九州・関東に所在する。

## 概要
創業の地は高知となるが、1997年の明石海峡大橋の開通をきっかけに、関西地区へ出店。その後も西日本を中心とした出店を続けていたが、2016年に関東初となる埼玉県上尾市に北上尾PAPA店を出店。その後も全国を視野に店舗拡大を続けている。
フランスベッド、カリモク家具などと家具の取引を行っている。また、ホームファニシングストアとして大型の家具だけでなく、カーテンやカーペット、寝装品や洗面用品、カトラリー商品など幅広く扱う。
オリジナルブランド「マナカーサ」(英:MANAcasa)を展開しており、良質な品を低価格で販売する「良品廉価主義」を目標としている。
2018年12月からエフエム大阪 毎週日曜朝9時～9時30分の枠で、ラジオ番組「マナベインテリアハーツHEART VOICE」（DJ:武田訓佳）をスタート。

## 沿革
- 1961年 - 有限会社真鍋家具店に法人化
- 1979年 - 宿毛店新築移転（売場面積500坪）。有限会社まなべ家具店に商号変更
- 1981年 - ボランタリーチェーン協同組合リビンズに加入
- 1982年 - 宿毛店に物流センターを増設する
- 1985年 - 真鍋守利が社長就任。真鍋幸雄は会長となる
- 1992年 - マナベインテリアハーツ高知店を開店
- 1993年 - 株式会社マナベインテリアハーツ商号変更
- 1994年 - 高知店に隣接して物流センターを増設
- 1995年 - マナベインテリアハーツ中村店を開店
- 1997年 - 初めてのホームファニシング業態となるマナベインテリアハーツ神戸店を開店
- 1999年 - 高知店増床改装オープン
- 2002年 - マナベインテリアハーツ高槻店を開店
- 2003年 - 高槻市に商品本部事務所を設置
- 2005年 - 神戸ハーバーランドに出店（短期契約）、マナベインテリアハーツ小倉北店を開店
- 2006年 - 神戸店をリニューアルオープン
- 2007年 - マナベインテリアハーツ箕面店を開店
- 2008年 - マナベインテリアハーツ和歌山岩出店を開店
- 2009年 - マナベインテリアハーツ加古川ニッケパークタウン店を開店
- 2010年 - マナベインテリアハーツイオンモールKYOTO店を開店
- 2011年
  - マナベインテリアハーツハーバーランド店を開店
  - マナベインテリアハーツじゃんぼスクエア河内長野店を開店
  - 大阪府高槻市に「高槻DC」を開設
- 2012年 - マナベインテリアハーツカインズモール彦根店およびマナベインテリアハーツコーナンPRO西宮今津店を開店
- 2013年
  - 10月20日 - マナベインテリアハーツ 箕面店を閉店
  - マナベインテリアハーツ 川西店を開店
- 2014年
  - マナベインテリアハーツ 博多店を開店
  - 佐賀県佐賀市に「大川DC」を開設
  - インターネット通販（マナベネットショップ）を開始
- 2015年
  - マナベインテリアハーツ イオンモール四條畷店を開店
  - マナベインテリアハーツ 草津店を開店
- 2016年
  - マナベインテリアハーツ 加古川ニッケパークタウン店を閉店
  - マナベインテリアハーツ じゃんぼスクエア河内長野店を閉店
  - 8月11日 - マナベインテリアハーツ 北上尾PAPA店を開店
- 2017年
  - マナベインテリアハーツ 八幡店を開店
  - マナベインテリアハーツ 栃木大平店を開店
- 2018年
  - 2月3日 - マナベインテリアハーツ 堺泉北店を開店
  - マナベインテリアハーツ カインズモール彦根店を閉店
  - 8月2日 - マナベインテリアハーツ 八尾外環状店を開店
- 2020年 - マナベインテリアハーツ イオンタウンふじみ野店を開店
- 2021年 マナベインテリアハーツ イオンモール川口店を開店
- 2022年
  - マナベインテリアハーツ 京都吉祥院店を開店
  - マナベインテリアハーツ 堺美原店を開店
  - 9月19日 - マナベインテリアハーツ 北上尾PAPA店を閉店
  - マナベインテリアハーツ 群馬千代田店を開店　
  - 12月6日 - TOKYO PRO Marketへ上場[2]。
- 2023年2月5日 - マナベインテリアハーツ 八幡店を閉店
- 2025年1月29日 - TOKYO PRO Market上場廃止

## 店舗

### 実店舗
2023年7月現在、関西に12店舗、四国に2店舗、九州にに2店舗、関東に4店舗の計20店舗
- 高槻店 - 大阪府三島郡
- 堺泉北店 - 大阪府堺市中区
- 八尾外環状店 - 大阪府八尾市
- イオンモール四條畷店 - 大阪府四條畷市
- 堺美原店 - 大阪府堺市美原区
- 神戸店 - 兵庫県神戸市須磨区
- 川西店 - 兵庫県川西市
- 西宮今津店 - 兵庫県西宮市
- イオンモールKYOTO店 - 京都府京都市南区西九条鳥居口町
- 京都吉祥院店 - 京都府京都市南区吉祥院
- 草津店 - 滋賀県草津市
- 和歌山岩出店 - 和歌山県岩出市
- 高知店 - 高知県高知市
- 中村店 - 高知県四万十市
- 小倉北店 - 福岡県北九州市小倉北区
- 博多店 - 福岡県福岡市
- イオンタウンふじみ野店 - 埼玉県ふじみ野市
- イオンモール川口店 - 埼玉県川口市
- 栃木大平店 - 栃木県栃木市大平町
- 群馬千代田店 - 群馬県邑楽郡千代田町

### 物流・配送センター
- 高槻DCセンター - 大阪府高槻市
- 大川DCセンター - 佐賀県佐賀市
- 配送センター - 高知県高知市

### かつて運営していた店舗
- 宿毛店 - 高知県宿毛市
- ハーバーランド店 - 兵庫県神戸市
- 箕面店 - 大阪府箕面市
- じゃんぼスクエア河内長野店 - 大阪府河内長野市
- 加古川ニッケパークタウン店 - 兵庫県加古川市
- カインズモール彦根店 - 滋賀県彦根市
- 北上尾PAPA店 - 埼玉県上尾市
- 八幡店 - 京都府八幡市